# 9883 Veecas
A 9883 Veecas (ideiglenes jelöléssel (9883) 1994 TU1) a Naprendszer kisbolygóövében található aszteroida. J. E. Rogers fedezte fel 1994. október 8-án.